# オリガ・クリュチコワ
オリガ・エフゲーニェヴナ・クリュチコワ（ロシア語: Ольга Евгеньевна Крючкова, 英語: Olga Evgenevuna Kryuchkova,  1966年8月7日 - ）は、ロシアの小説家。ペンネームは、オリビア・クレイモア（Olivia Claymore）。

## 作品
- 2007年
  - 『キャプテン・マローダー』 («Капитан мародёров»)
  - 『ファミリー・クロス』 («Фамильный крест»)
- 2008年
  - 『冒険者』 («Авантюристы»)
  - 『アフロディーテの贈り物』 («Дар Афродиты»)
  - 『ハッピー・チョイス』 («Счастливый выбор»)
  - 『運命の謎』(«Загадки судьбы»)
  - 『キャプテン・マローダー』 («Капитан мародёров»)
- 2009年
  - 『冒険者』 («Авантюристы»)
  - 『ベルサイユの薔』 («Роза Версаля»)
  - 『キャプテン・マローダーの帰還』 («Возвращение капитана мародёров»)
  - 『大和の国の相続人』 («Наследники страны Ямато»)
- 2010年
  - 『血と十字架』 («Кровь и крест»)
  - 『ドラキュラの鎧』 («Доспехи Дракулы»)
  - 『電源の箱舟』 («Ковчег могущества»)
- 2011年
  - 『キャプテン・マローダー』 («Капитан мародёров»)
  - 『キャプテン・マローダーの帰還』 («Возвращение капитана мародёров»)
- 2012年
- 『アウストラシアの王』 («Король Австразии»)

### オリビア・クレイモア名義の作品
- 2008年
  - 『フレンチ・メッサリナ』 («Французская Мессалина»)

## 電子書籍

### ロシアの冒険小説。ロシア、19世紀
- 『冒険者』（"Авантюристы"）、2009
- 『ベルサイユの薔』（"Роза Версаля"）、2009
- 『ドラキュラの鎧』（"Доспехи Дракулы"）、2010
- 『ファミリー・クロス』（"Фамильный крест"）、2007
- 『アフロディーテの贈り物』（"Дары Афродиты"）、2008
- 『運命の謎』（"Загадки Судьбы"）、2008
- 『ハッピー・チョイス』（"Счастливый выбор"）、2008
- 『デュエリスト』（"Дуэлянты"）、2011
- 『エメラルドの夏』（"Изумрудное лето"）、2011

### 歴史的な冒険。中世、古代
- 『キャプテン・マローダー』（"Капитан мародёров"）、2007
- 『キャプテン・マローダーの帰還』（"Возвращение капитана мародёров"）、2009
- 『キャプテン・マローダー。天のシオン』（"Капитан Мародёров. Небесный Сион"）、2011
- 『モンセギュルの悪魔』（"Демон Монсегюра"）、2008
- 『大和の国の相続人』（"Наследники страны Ямато"）、2009
- 『血と十字架』（"Кровь и крест"）、2010
- 『電源の箱舟』（"Ковчег могущества"）、2010
- 『アウストラシアの王』（"Король Австразии"）、2011
- 『ニーベルング。ドラゴンの血』 ("Нибелунги. Кровь Дракона"）、2011

### ミスティック
- 『神々の都市』（"Город богов"）、2011
- 『聖なる丘』（"Священные холмы"）、2011
- 『高位聖職者』（"Прелат"）、2011
- 『ルシファーの使用人』（"Слуга Люцифера"）、2011

### 恋愛映画
- 『心の姫』（"Дама Сердца"）、2011
- 『紫姫の物語』 ("История Пурпурной Дамы")、2011